# Haarknoten

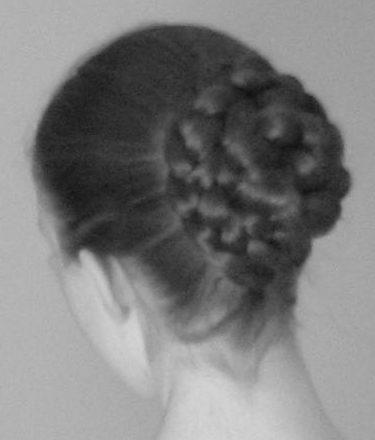
Zum Knoten hochgestecktes Haar

Ein Haarknoten (regional auch Gogsch oder Punz, in der Schwalm Schnatz, in der Schweiz auch Huppi oder Pfürzi oder Bürzi, besonders in Österreich auch Knödel) oder Dutt ist eine auf dem Scheitel oder auf dem Hinterkopf, selten auch in Stirnnähe, zu einem Knoten geflochtene, gezwirbelte oder gewundene Frisur des Kopfhaars. Meyers Konversationslexikon von 1905 beschreibt den Haarknoten, auch (frz.) Chignon genannt, als „das in einen beutelähnlichen Wulst hinaufgeschlagene und am Hinterkopf mit einem Kamm befestigte Haar“. Haarknoten an beiden Kopfseiten, die aus Zöpfen oder Haarsträngen gewickelt sind, nennt man (Ohr-)Schnecken.
Üblich ist der Haarknoten als Frisur von Frauen, seltener auch von Männern unter der Bezeichnung „Männerdutt“, „Herrenknoten“, „Herrendutt“ und Man bun.

## Geschichte

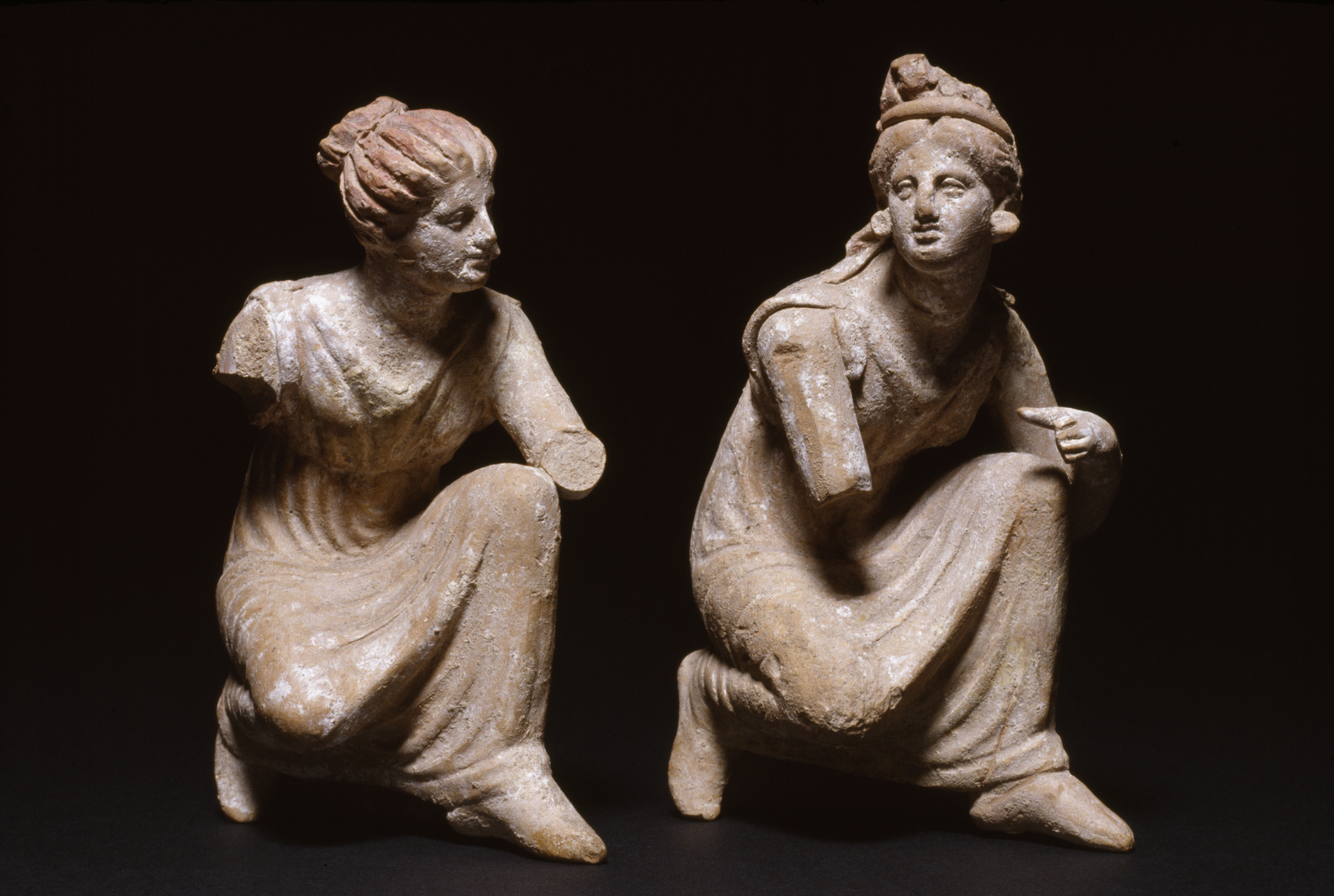
Griechische Frauen mit Haarknoten beim Spiel, links mit Melonenfrisur, etwa 330–100 v. Chr.

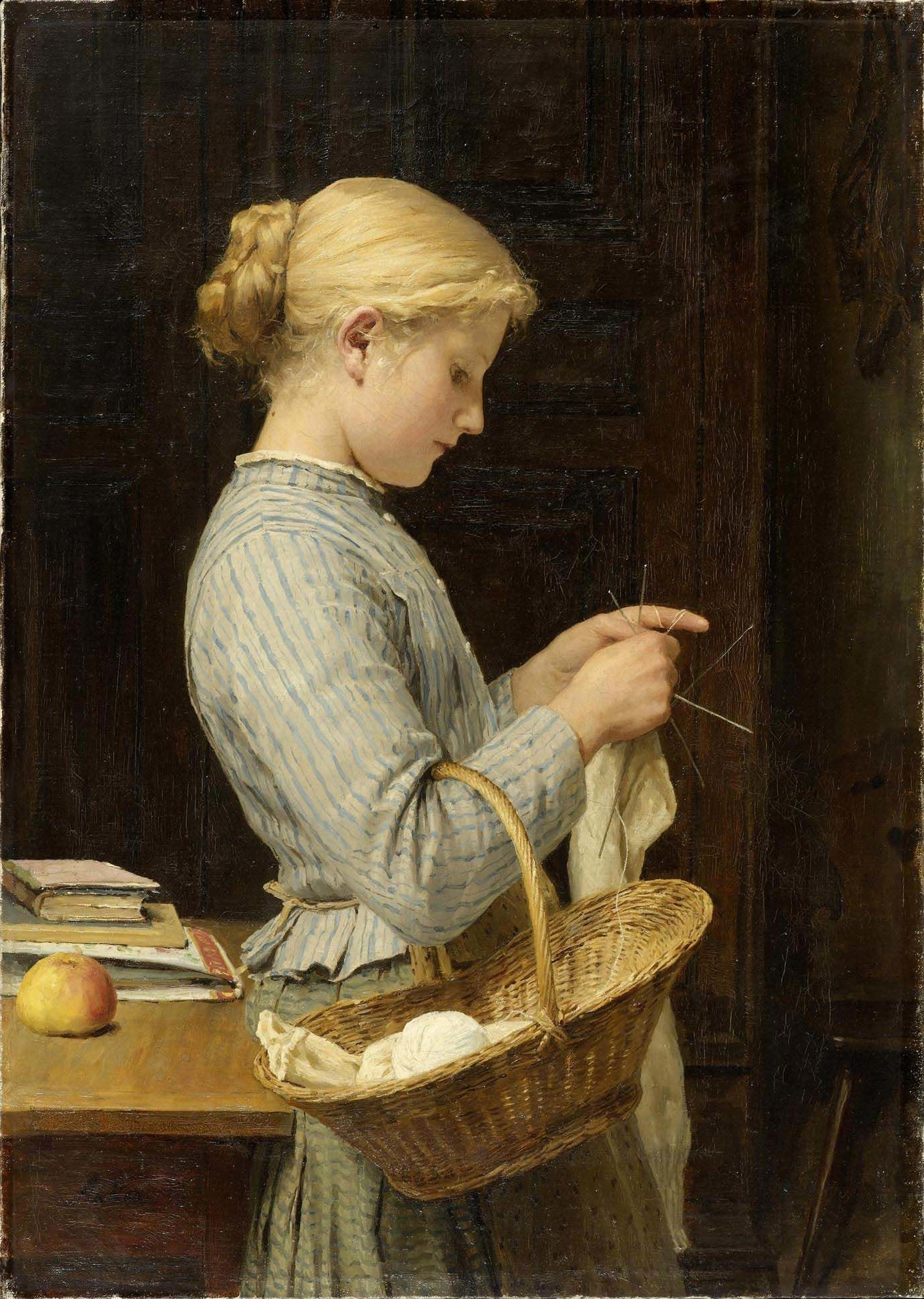
Mädchen beim Stricken. Ölbild von Albert Anker (1888)

Der Haarknoten lässt sich bis ins antike Griechenland zurückverfolgen. Attische Frauen steckten sich das Haar mit handgefertigten Gold- oder Elfenbeinnadeln auf. Die Frisur wurde auch von attischen Männern getragen, jedoch steckten sich diese das Haar mit goldenen Spangen zusammen. Der Haarknoten war typisch für Athen. In anderen Stadtstaaten wie Sparta und Zypern wurden wieder andere Haartrachten getragen.
In der Römischen Republik zur Zeit um Christi Geburt trugen  angesehene Frauen das Haar eher schlicht und auf dem Scheitel aufgesteckt. Aufgeputzte und mit diversen Objekten verzierte Haare wurden lediglich von Prostituierten getragen. Zu verschiedenen Zeiten trugen nur Jungfrauen ihr Haar offen, die verheirateten Frauen stecken ihr Haar auf. Der römische Schriftsteller Tacitus berichtet von den Kriegern des germanischen Stammes der Sueben, die sich die Haare seitwärts kämmten und auf dem Scheitel zu einem Knoten hochbanden, dem sogenannten Suebenknoten, um im Kampf größer und eindrucksvoller zu wirken.
Während im Mittelalter Frauen ihre Haare meist geflochten und unter einem Schleier trugen, kamen mit der Renaissance Hochsteckfrisuren auf. In England machte Königin Elisabeth I. unter anderem hochgestecktes Haar populär. Maria Stuart trug ihre Haare hochgesteckt, über einem herzförmigen Drahtgestell frisiert. Im neoklassizistischen Stil der napoleonischen und viktorianischen Zeit trugen die Frauen, ähnlich den Frisuren der griechischen Antike, das Haar zum Knoten hochgesteckt, mit einzelnen Locken, die in die Stirn oder über die Ohren fielen.
Eine weitere Blüte erlebte der Haarknoten in den 1940er Jahren, als in der Kriegsindustrie arbeitende Frauen ihre Haare im Knoten trugen, um sie während der Arbeitszeit zu schützen.
Als typisch wird der Haarknoten vor allem im Ballett empfunden (Ballerinenknoten), aber auch bei Frauen mit langen Haaren in den militärischen Streitkräften, wo das Haar ordentlich bleiben muss und lange oder fliegende Haare stören könnten. Das Haar wird oft auch beim Voltigieren, Kunstradfahren und der rhythmischen Sportgymnastik zum Knoten aufgesteckt. Vereinzelt wird im Ballett das Haar auch von männlichen Tänzern im Knoten getragen. Eine weitere Disziplin, bei der traditionell ein Haarknoten getragen wird, ist der Sumōringkampf (siehe Chonmage).
Bei den indischen Sikhs ist das Tragen von ungeschnittenem Haar Teil ihrer Religion. Ihr Haar tragen sie oft als fest gebundenen Knoten unter einer Kopfbedeckung.

## Zubehör
Der Haarknoten wird mit Hilfsmitteln zusammengehalten. Dazu zählen metallene Haarnadeln, verzierte Haarspangen, Haarnetze, Haarbänder, Haarspangen und kleine Kämme. Auch Haarpolster, die dem Knoten Form oder mehr Volumen geben, werden verwendet.

## Typen und Varianten
- Ein Ballerinenknoten ist ein aus einem Pferdeschwanz aufgewickelter Haarknoten am Hinterkopf. Während des Aufwickelns wird der Pferdeschwanz in sich gedreht (gezwirnt). Da die Frisur beim Tanzen großer Belastung ausgesetzt ist, wird sie stramm gearbeitet, gelegentlich mit angefeuchtetem Haar. Zusätzliche Stabilität kann durch Verwendung eines Haarnetzes oder von Haargel erreicht werden.[14]
- Ein Donut bun ist ein Haarknoten, der um einen Donut-förmiges Knotenkissen gewickelt wird. Für die Verwendung gibt es verschiedene Techniken.[15] Statt um ein Knotenkissen kann das Haar auch um eine aufgerollte, an der Zehenspitze abgeschnittene Socke gewickelt werden.[16] Ein ähnliches Erscheinungsbild bietet – ganz ohne Polsterung, dafür weniger stabil – ein Ballerinenknoten, der lose aufgesteckt ist.[17]
- Ein Gibson tuck (auch: Gibson roll) entsteht, wenn man das nach unten hängende Haar kurz über den Spitzen mit einem Gummiband zusammenbindet und dann in einer Auswärtsdrehung nach oben aufrollt. Die fertige Rolle wird mit Haarklammern festgesteckt. Die nach einem damaligen amerikanischen Modeideal benannte elegante Frisur war um die Wende zum 20. Jahrhundert modern und wird heute erneut getragen.[18]
- Eine Banane oder Haarbanane (engl. french twist, franz. chignon banane) ist ein vertikal gerollter Gibson tuck.[19]
- Odango (お団子) bezeichnet im Japanischen einen runden Haarknoten, da dieser wie ein Dango aussieht, ein japanischer Kloß. Zuweilen wird damit auch außerhalb Japans die Schneckenfrisur bezeichnet. Dabei wird links oben und rechts oben am Kopf mit den Ansätzen der Zöpfe jeweils eine kleine Schnecke gerollt. Wenn man die Zöpfe nicht ganz gewickelt hat, kann man, nachdem die Schnecken befestigt wurden, die Enden der Zöpfe frei hängen lassen, sodass eine Kombination beider Frisuren entsteht.

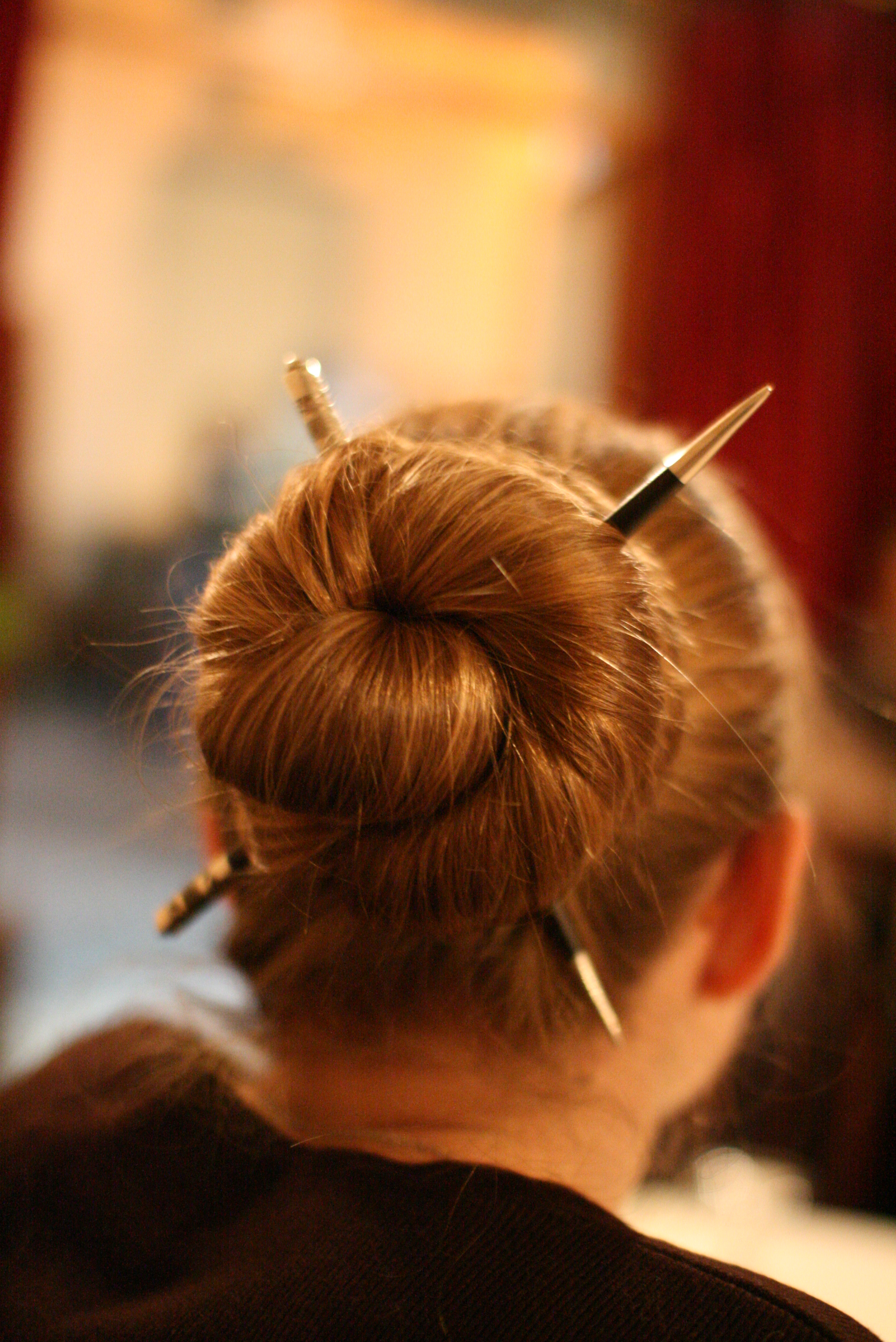
Die Technik eines gewickelten und gezwirnten Haarknotens
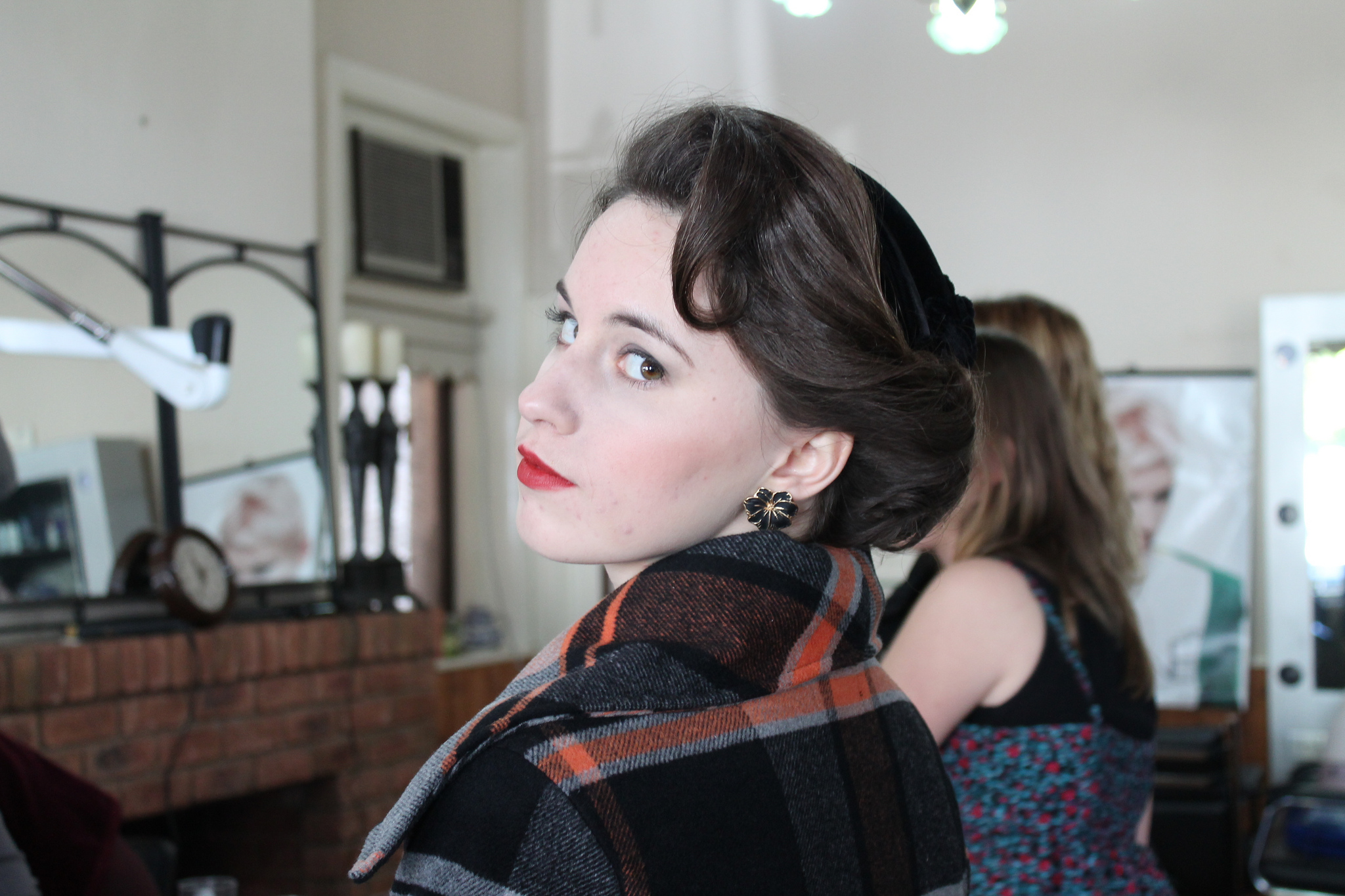
Gibson tuck
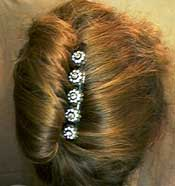
Banane
Odango

## Haarknoten bei Männern

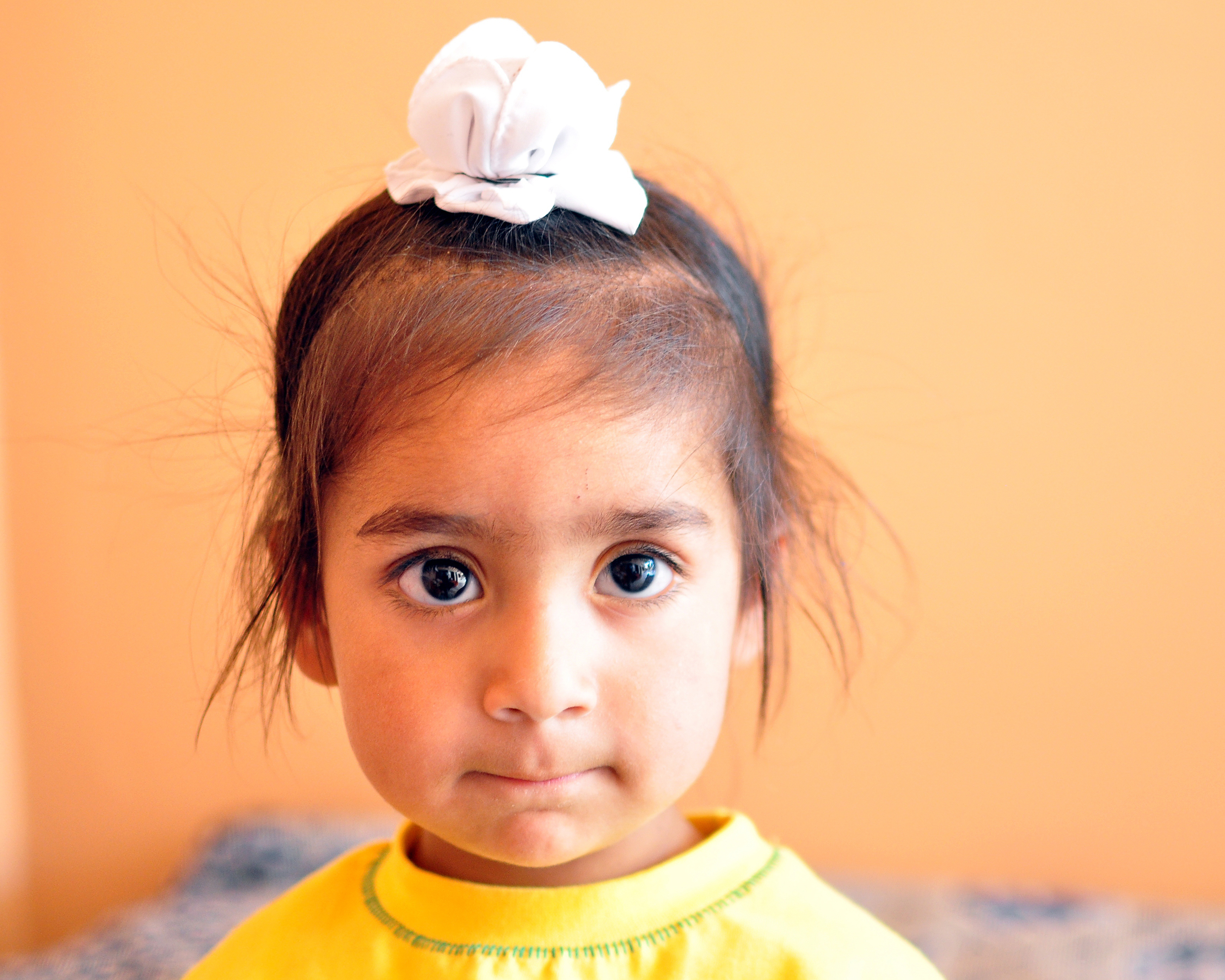
Sikh-Junge mit Rumāl

Nach der Antike trugen Männer langes Haar meist offen oder als Zopf. Im 21. Jahrhundert kam der Haarknoten durch Sportler wie David Beckham, Oleksandr Dolhopolow und Xavier Malisse wieder in Mode. Die Schauspieler Jake Gyllenhaal und Leonardo DiCaprio sowie der Sänger Harry Styles übernahmen den Frisurenstil. 2012 schlangen junge Männer in den New Yorker Stadtteilen Williamsburg und Bushwick ihre Haare zum Knoten. 2013 erreichte der Trend die europäischen Metropolen. Der Knoten sitzt dabei auf dem Hinterkopf und wird häufig mit einem Vollbart kombiniert.
Männliche Sikh binden ihr Haar unter dem Dastar oder Rumāl zum Joora- oder Rishi-Knoten. Die Sumō-Ringer tragen den Haarknoten-ähnlichen Chonmage der Samurai.